# African Parks
African Parks est une organisation non gouvernementale (ONG) axée sur la conservation de la nature, créée en 2000 et basée à Johannesbourg, en Afrique du Sud. Elle a été fondée sous le nom d'African Parks Management and Finance Company, une entreprise privée, puis a subi des changements structurels pour devenir une ONG appelée African Parks Foundation, et plus tard renommée African Parks Network.
L'organisation gère des parcs nationaux et des zones protégées à travers l'Afrique, en collaboration avec les gouvernements et les communautés environnantes.En mai 2023, African Parks gérait 22 aires protégées dans 12 pays, employant plus de 1 100 gardes sur près de 20 millions d'hectares. Son approche sécuritaire de la conservation a fait l'objet de nombreuses critiques à l'international, notamment en raison de comportements violents à l'égard des populations autochtones.
Le prince Harry a été nommé président d'African Parks à la fin de l'année 2017, tandis que le cofondateur Peter Fearnhead continue d'être directeur général.
L'ONG African Parks est parfois accusée de pratiques néocolonialistes à travers sa privatisation des terres au nom de la conservation de la nature.

## Aperçu
African Parks gère des parcs nationaux et des aires protégées à travers l'ensemble de l'Afrique, affirmant être en collaboration avec les gouvernements et les communautés environnantes,,. En plus de la gestion du parc, l'organisation forme des rangers, gère et protège activement la faune, œuvre à réduire le braconnage et à accroître l'application des lois et le tourisme, collectes de fonds, améliore les infrastructures et soutient les résidents locaux,. African Parks revendique « une approche commerciale de la conservation »,.
En 2023, African Parks gère 22 aires protégées dans 12 pays, parmi lesquelles notamment le parc national de la Pendjari au Bénin, Chinko en République centrafricaine,, Réserve naturelle et culturelle d'Ennedi et parc national de Zakouma au Tchad,, Parc national de la Garamba en République démocratique du Congo, Parc national de Liwonde, réserve de faune de Majete, réserve de forêt de Mangochi, et réserve de faune de Nkhotakota au Malawi, le Parc national de l'archipel de Bazaruto au Mozambique,, le Parc national de l'Akagera au Rwanda et les zones humides de Bangweulu et le parc national de la plaine de Liuwa en Zambie,.

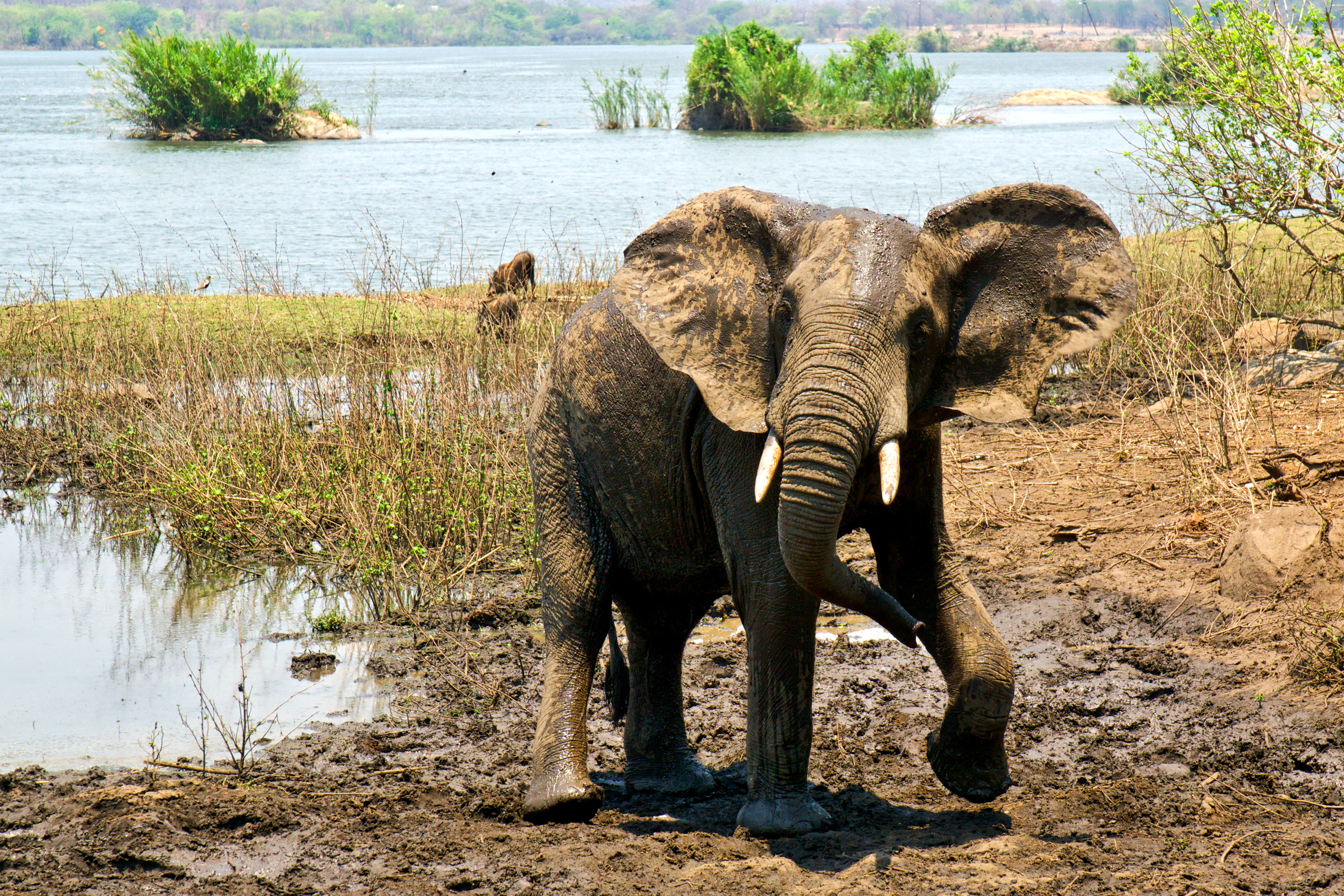
La réserve de Majete au Malawi est gérée par African Parks.

African Parks a reçu des financements de l'Union européenne, de la Fondation Adessium, du Fonds pour l'environnement mondial, de la Fondation Howard G. Buffett, de la Banque internationale pour la reconstruction et le développement, de la National Geographic Society, de la Nationale Postcode Loterij, de la Swedish Postcode Lottery, de l'Agence américaine pour le développement international (USAID), de l'United States Fish and Wildlife Service (USFWS), de la Walton Family Foundation, du World Wide Fund for Nature et de la Wyss Foundation, entre autres,,. Une dotation financière financée par Fentener van Vlissingen affecte environ 700 000 $ US aux opérations annuelles d'African Parks. Le budget de l'organisation était d'environ 35 millions de dollars américains en 2016.

## Histoire
African Parks a été créé en 2000 sous le nom de African Parks Management and Finance Company, sous la forme d'une société privée. Msimang et Hall-Martin, qui occupaient auparavant respectivement le poste de directeur et chef de la direction des parcs nationaux sud-africains, occupé des postes de directeur dans la nouvelle société, tout comme Fentener van Vlissingen. Fearnhead, alors responsable du développement commercial pour les parcs nationaux sud-africains, a d'abord siégé au conseil consultatif d'African Parks. Les plans de la société ont commencé à se former après que Fentener van Vlissingen a rencontré Nelson Mandela en 1998 et les premiers partisans comprenaient le Département d'État américain et la Banque mondiale.
Les premières aires protégées gérées par l'entreprise ont été la réserve faunique Majete et le parc national de Liuwa Plain, à partir de 2003,. African Parks avait prévu de gérer le parc national de Sioma Ngwezi en Zambie, mais les efforts ont été bloqués,. La société holding a été transférée de Johannesbourg aux Pays-Bas et a subi quelques changements structurels. Eustace, Fearnhead, Hall-Martin et Msimang sont devenus actionnaires minoritaires d'African Parks BV et ont continué à siéger au conseil d'administration de la société. La Fondation African Parks a été créée aux Pays-Bas et est devenue le seul actionnaire de l'entreprise. African Parks BV a été liquidée en 2004.
Au cours de cette transition, African Parks a conclu des accords pour gérer le parc national de Nech Sar en Éthiopie et le Parc national de l'Omo, respectivement en 2004 et 2005,,. Cependant, l'organisation a annoncé son intention de résilier ces deux accords en décembre 2007 et a cessé de gérer les parcs en Éthiopie en 2008. African Parks avait également conclu des accords pour gérer le Garamba, ainsi que deux parcs marins soudanais dans la baie de Dungonab et l'atoll de Sanganeb. Ces accords ne conféraient pas à l'organisation un contrôle complet et à long terme, comme la plupart de leurs autres contrats. D'autres changements internes ont été apportés à African Parks après la mort de Fentener van Vlissingen en 2006. Le siège de l'organisation est revenu en Afrique et la représentation africaine est revenue au conseil d'administration.
L'organisation a commencé à gérer Akagera avec le Rwanda Development Board en 2009,, Zakouma en 2010, et Chinko en 2014. African Parks a conclu un protocole d'accord avec le gouvernement du Tchad en février 2015 pour établir Ennedi en tant qu'aire protégée, qui est en train de devenir une réserve naturelle et culturelle,. Le gouvernement du Malawi a conclu des accords pour qu'African Parks commence à gérer le Parc national de Liwonde et Nkhotakota en août 2015,. La Fondation Wyss a financé le projet de réintroduction du lion d'African Parks à Akagera en 2015,. Au cours de 2016-2017, African Parks a travaillé pour déplacer 500 éléphants et autres animaux de Liwonde et Majete à Nkhotakota,,. Le prince Harry a aidé à la translocation qui a été effectuée en partenariat avec le ministère malawien des Parcs nationaux et de la Faune, et financée en grande partie par le National Postcode Loterij.

## Critiques du «néo-colonialisme vert»
L'ONG African Parks est accusée d'avoir des pratiques néocolonialistes. En 2025, après quatre ans d’investigation, six pays visités et près de 300 entretiens, le journaliste néerlandais Olivier van Beemen (nl) publie un livre-enquête, Au nom de la nature (éd. de l’Échiquier), où il dénonce la gestion opaque de l'entreprise. Également, il dévoile comment son modèle de conservation est fondé sur la militarisation, la privatisation des terres et une gouvernance dominée par des élites occidentales.
De plus, en charge du maintien de l’ordre et le monopole de la violence légitime dans les parcs qu'elle gère, African Parks se retrouve parfois à traiter en ennemis potentiels les populations locales qui se voient refuser les droits d'utilisation et d'accès aux ressources naturelle. Des habitants qui chassent du petit gibier ou collectent du bois pour leur maison sont arrêtés, parfois brutalisés, au même titre que des trafiquants d’ivoire. De même, des restrictions sévères de circulation accentuent leur marginalisation et génèrent des conflits ouverts avec les autorités des parcs, partout sur le continent,.